# Adolf Steiner (Musiker)
Adolf Steiner (* 12. April 1897 in Schwäbisch Hall; † 27. März 1974 in Baden-Baden) war ein deutscher Violoncellist und Musikpädagoge.

## Leben und Werk
Adolf Steiner erhielt als Sohn eines württembergischen Musikdirektors, welcher ab 1912 in Berlin eine eigene Musikschule leitete, zusammen mit seinen vier Brüdern und den fünf Schwestern zunächst eine Musikausbildung in der Familie. Ab seinem sechsten Lebensjahr lernte er Violine und Klavier, mit zwölf wechselte er zum Cello. Er begann auch früh als Schlagzeuger in der Kapelle seines Vaters. Er studierte von 1914 bis 1921 mit einer kriegsdienstbedingten Unterbrechung von 1916 bis 1919 bei Hugo Becker an der Berliner Musikhochschule.
Von 1921 bis 1929 war er Mitglied des Havemann-Quartettes. 1926 wurde er Solist im Orchester des deutschen Opernhauses. Anschließend trat er von 1928 bis zum Ende des Zweiten Weltkriegs im Gebrüder-Steiner-Quintett – das sind die Geiger Karl und Willy, der Bratscher Fritz sowie der Dirigent und Pianist Heinrich im Klavierpart – auf. 1929 war er der erste Interpret des Cellokonzerts von Paul Höffer.
Anhand der Forschungen von Fred K. Prieberg lässt sich bei Adolf Steiner und seinem Bruder Heinrich eine bis zum Schluss bedingungslose Gefolgschaft zur nationalsozialistischen Ideologie und ihren führenden Politikern konstatieren. So war Adolf Steiner bereits 1930 der NSDAP beigetreten (Mitgliedsnummer 359.757). Insbesondere lud Joseph Goebbels das Steiner-Quartett ein, vor seinen Auftritten zu spielen. Unmittelbar nach der Machtergreifung übertrug man Adolf Steiner 1933 an der Berliner Hochschule für Musik eine Lehrstelle, die zuvor der wegen seiner jüdischen Abstammung entlassene Emanuel Feuermann innehatte. Ab 1939 wirkte er als Professor in Berlin. Adolf Steiner nahm in der Spielzeit 1940/41 Einladungen des Linzer Generalmusikdirektors Georg Ludwig Jochum zu Konzerten mit dem von diesem geleiteten und auf Hitlers Anordnung hin eingerichteten Reichs-Bruckner-Orchester an. Am 3. November 1944 spielte er eine Aufnahme eines Konzerts für Cello und Orchester von Eugen d’Albert mit dem Gewandhausorchester unter der Leitung von Hermann Abendroth in Leipzig ein. Steiner stand 1944 in der Gottbegnadeten-Liste des Reichsministeriums für Volksaufklärung und Propaganda.
Aufgrund seiner Nähe zum NS-Regime durfte Adolf Steiner erst 1948 – nach seinem vierten Entnazifizierungsverfahren – wieder einer öffentlichen Tätigkeit nachgehen. Von 1950 bis 1962 lehrte an der Kölner Musikhochschule. Außerdem war er Konzertmeister für Celli beim Rundfunk-Sinfonieorchester Köln. Er konzertierte ab 1950 mit der Pianistin Hilma Holstein und dem Violinisten Wolfgang Marschner in einem Klaviertrio. Er setzte seine Konzerttätigkeit fort und wurde der erste Interpret des Cellokonzertes von Walter Jentsch (1956).
Adolf Steiner verbrachte seinen Lebensabend in Baden-Baden.